# 日野巌
日野 巌（ひの いわお、1898年9月1日 - 1985年3月13日）は、日本の農学者。

## 人物
北海道生まれ。長州藩藩医・日野宗春の孫。筆名・日野青波。第六高等学校卒、東京帝国大学農学部卒。1930年農学博士。
1926年宮崎高等農林学校教授。日向郷土会を主宰、雑誌『日向（郷土志資料）』を刊行する。1940年には県立上代日向研究所の民俗部主査となる。1942年に陸軍司政官として南方に転出し、戦後は山口大学農学部教授、農学部長、宇部短期大学教授。（中公文庫に1980年死去とあるのはおそらく間違い）

## 著書
- 『聖上陛下の生物学御研究』新光社、1931
- 『高千穂宮 附・高千穂宮考証資料』日向社、1941
- 『新撰植物病理学講義』養賢堂、1943
- 『植物疾病診断学 植物病気の見分け方』(植物病学叢書）朝倉書店、1948
- 『防長本草学及生物学史』日野巌先生還歴記念、1958
- 『植物怪異伝説新考』有明書房、1978　のち中公文庫
- 『植物歳時記』法政大学出版局、1978.6
- 『動物妖怪譚』有明書房、1979.4　のち中公文庫

### 共編著
- 『微生物学汎論』編著,養賢堂、1931
- 『植物病理学大系』全2巻　中田覚五郎共編、養賢堂、1938
- 『日向郷土読本』(日向 第18～20輯) 編、文華堂、1939

### 翻訳
- 『世界薬学史』チャールス・エィチ・ラウォール著, 久保寺十四夫共訳、厚生閣書店、1932
- 『世界薬学史 新訳』チャールズ・H.ラウォール 著, 久保寺十四夫共訳、科学書院、1981.12